# Gisalberto I di Bergamo
Gisalberto I di Bergamo (... – 927/929) è stato un nobile italiano.

## Biografia
I genitori di Gisalberto I sono sconosciuti. È il capostipite della dinastia nota agli storici come di Gisalbertini.
Giselberto I era originariamente un vassallo di Berengario I d'Italia. Eppure nel 922 appoggiò Rodolfo II di Borgogna, che lo ricompensò con la carica di conte di Bergamo (923).
Quando Rodolfo cadde in disgrazia, Gisalberto I cambiò di nuovo fedeltà. Nel 926 fu investito come conte palatino di Bergamo dal nuovo re, Ugo d'Italia.

## Discendenza
Gisalberto sposò Rotruda di Pavia, figlia di Walperto di Pavia, nell'895 ca. Il loro figlio era Lanfranco I di Bergamo.